# Gérard Geay
Gérard Geay (* 1945 in Paris) ist ein französischer Musikwissenschaftler und Komponist.

## Leben
Geay studierte von 1960 bis 1971 am Pariser Konservatorium. Nach dem Studium arbeitete er als Produzent beim ORTF (ab 1974 bis 1987 Radio France). Von 1970 bis 1974 gehörte er neben Claude Pennetier, Lise Arséguet und Elsa Wolliastion zu einem Team am von Jean Negroni geleiteten Kunst- und Kulturhaus von Créteil, das mit Schülern der Gemeinde Musiktheaterwerke des griechischen Komponisten Georges Couroupos aufführte. 1972 erhielt er ein Stipendium der Association des amis de Lili Boulanger. Für seine Komposition Puzzle, ein Auftragswerk für die japanische Virtuosin Keiko Abe, die auch dessen Uraufführung spielte, erhielt er 1973 den japanischen Schallplattenpreis. Meist wurden seine Kompositionen vom Ensemble 2e2m unter der Leitung von Paul Méfano oder Boris de Vinogradow aufgeführt. Für die Harfenklasse Fabrice Pierres bearbeitete er Claude Debussys Komposition der Chansons de Bilitis und Trois poèmes von Stéphane Mallarmé.
Von 1982 bis 1984 war Geay Hauptinspektor für Musik des Kultusministeriums für die Region Elsass und Lothringen. 1987 gründete er die Abteilung Alte Musik am Conservatoire National Supérieur de Musique et de Danse in Lyon, die er fünf Jahre lang leitete. 1998 wurde er Dekan des Centre de Musique Ancienne in Genf. Diese Funktion hatte er bis zu seiner Wahl an das Centre de Musique Baroque in Versailles im 2000 inne. Ab 2005 bis zu seiner Emeritierung 2011 leitete er mit Loïc Mallié eine Klasse am Konservatorium von Lyon.
Daneben unterrichtete Geay an weiteren Konservatorien und Universitäten, am Institut de formation des enseignants de la danse et de la musique (IFEDEM) und am Centre de formation des enseignants de la musique (CEFEDEM). Nach seiner Emeritierung betreute er u. a. die Dissertationsarbeiten von Fabian Balthazart (über Henry Madin) und Niels Berentsen (über Kontrapunkt im Mittelalter).

## Schriften
- Etudes sur les multiphoniques Editions Jobert, 1979
- mit Pierre-Yves Artaud: Flûtes au Présent, Editions Jobert, 1980
- Paul Méfano. Les chemins d’un musicien-poète, Hermann, 2017
- Pratique de la musica ficta au XVIe siècle dans les tablatures de luth, Delatour France, 2018
- Une méthode de solfège médiéval (XIIIe–XVe siècles), Symetrie, 2023

## Einzelnachweis
1. ↑  Gérard Geay. In: Symétrie. 2022, abgerufen am 19. Mai 2025 (französisch).

| Personendaten    | Personendaten                                    |
| ---------------- | ------------------------------------------------ |
| NAME             | Geay, Gérard                                     |
| KURZBESCHREIBUNG | französischer Musikwissenschaftler und Komponist |
| GEBURTSDATUM     | 1945                                             |
| GEBURTSORT       | Paris                                            |